# Grindsted
Grindsted est une ville du Danemark. Administrativement, elle relève de la commune de Billund et de la région du Danemark du Sud. Au recensement de 2019, elle compte 9 754 habitants.
Grindsted est une commune indépendante relevant de l'amt de Ribe de 1970 à 2006. Elle est ensuite rattachée à la commune de Billund à la suite de la réforme de l'administration locale mise en place le 1er janvier 2007.